# Nagy Diófa utca
A Nagy Diófa utca Budapest VII. kerületében található, a Klauzál teret köti össze a Rákóczi úttal.
Neve 1804-ben Nussbaumgasse volt, 1838-ban átnevezték Grosse Nussbaumgasséra. 1850 óta hívják mai nevén. A Fővárosi Közmunkák Tanácsa 1874-től fenntartotta ezt a nevet. 1967 óta védett nevű utca.

## Az utca a filmekben, irodalomban
- Az utca az egyik központi helyszíne Kondor Vilmos magyar író Budapest noir című bűnügyi regényének, itt találták holtan azt a fiatal lányt, akinek halála utáni nyomozás az egész regény legfontosabb vezérmotívuma.